# NScripter
NScripter — игровой движок для создания визуальных новелл. Написан Наоки Такахаси (яп. 高橋 直樹 Takahashi Naoki). Название состоит из первой буквы имени автора движка — «N», и слова «Scripter», обозначающего, что NScripter как наследник движка Scripter3 авторства Такахаси Атару (яп.  Takahashi Ataru) частично унаследовал его синтаксис.
Благодаря своей простоте (использует ассемблер-подобный скриптовый язык) и весьма либеральной лицензии (бесплатен для коммерческого использования) стал популярен в Японии. Использовался для ряда коммерческих проектов: HaniHani, Tsukihime, Binary Pot, Higurashi no Naku Koro ni и т.д.

## ONScripter
Оригинальный NScripter был доступен только для Microsoft Windows и поддерживал только японский язык. Поэтому были написано несколько клонов. Самым популярным стал ONScripter — движок с открытым исходным кодом, базирующийся на графической библиотеке SDL. Благодаря ONScripter’у у пользователей появилась возможность воспроизводить игры и новеллы, созданные на движке NScripter, на других платформах. В частности, существуют порты ONScripter для macOS, Linux, Sega Dreamcast, Sony Playstation 3, Sharp Zaurus, PlayStation Portable и Apple iPhone.

## ONScripter-En
Поскольку ONScripter, являясь чистокровным клоном, унаследовал те же недостатки, что и его «прародитель», англоязычной группой фан-переводчиков под названием insani были разработаны патчи, добавляющие поддержку 1-байтовых символов наравне с Shift-JIS, а также корректных переносов строк (функция отсутствовала потому, что в японском языке нет переносов как таковых), которые впоследствии вошли в официальный дистрибутив ONScripter’а. Несмотря на это, группа продолжала поддерживать собственную ветку, названную ONScripter-En. В 2006-м году insani передали разработку ветки Peter «Haeleth» Jolly.

## Proportional ONScripter
В 2006 году была начата работа над юникод-ориентированной веткой ONScripter'а, названной «Proportional ONScripter», или просто «PONScripter». В отличие от ONScripter’а, Proportional ONScripter поддерживает скрипты, кодированные в формате UTF-8, а также множество дополнительных возможностей, включая:
- различные стили текста — курсив, подчёркнутый, зачёркнутый и т. д.
- подключение до 8 различных файлов шрифтов (системные по-прежнему не поддерживаются)
- отсутствие ограничений на формат шрифтов: поддерживаются растровые, OpenType и т. д.
- пропорциональные шрифты наравне с полноширинными и моноширинными (отсюда и название ветки)
- локализация интерфейсных строк

Всё это дало возможность перевести новеллы, изначально выпущенные на движке nScripter, на все языки мира, включая русский.
В конце 2009-го у англоязычной ветки ONScripter-En и Proportional ONScripter’а сменился разработчик. Им стала Mion, глава фанатской локализаторской группы Sonozaki Futago-tachi, в своё время выпустившей перевод новеллы-первоисточника Higurashi no Naku Koro ni.

## ONScripter-ANSI
Представляет собой небольшую модификацию-патч, добавляющую поддержку скриптов в кодировке Windows-1251 вместо Shift-JIS, использующегося в исходной версии оригинальной ветки ONScripter-En.

## ONSlaught
В начале 2009 года написан как альтернатива ONScripter’у. Частично включает возможности Proportional ONScripter’а, а также большой список поддерживаемых кодировок для скриптов наравне с Shift-JIS и UTF-8. Также позволяет растягивать картинку низкого разрешения до полноэкранной, не меняя при этом само разрешение экрана. На момент написания статьи, совместимость с существующими новеллами низкая, отсутствует ряд необходимых функций.

## Факты о локализациях новелл
ONScripter-En использовался практически во всех англоязычных локализациях nScripter-новелл, Из-за того, что Наоки Такахаси добавил поддержку 1-байтового текста лишь в последней версии своего движка, была упущена потенциальная переводческая аудитория.
Proportional ONScripter был использован в русскоязычных локализациях бесплатных кратких новелл Tokoyo no Hoshizora, Natsu no Hi no Resonance, Negaeba Kitto, в официальной французской версии Higurashi no Naku Koro ni, а также в нескольких неофициальных портах коммерческих новелл.
ONSlaught был использован в русскоязычной локализации Tsukihime.

## Примеры
Пример простейшей «программы» для среды nScripter, выводящей «Hello, world!»
```
*define

game

*start
setwindow 26,344,26,5,22,22,0,0,0,1,1,#2266BB,0,320,639,479

`Hello, world!\

end

```

Пример простейшего главного меню с фоном (с комментариями)
```
*define

effect 2,10,1000 ;Назначаем эффект 2 10-м эффектом: "появление из темноты", с длительностью в 1 секунду

game

*start

bg "image.png",2 ;Открываем фоновое изображение с указанным эффектом

locate 10,12 ;Располагаем текст, кнопки

select "Start Game",*gamestart ;Прописываем кнопку

*gamestart ;Игра начинается

setwindow 26,344,26,5,22,22,0,0,0,1,1,#2266BB,0,320,639,479 ;Располагаем границы текста, размер шрифта и т. д.

bg "fon.jpg",2 ;Выставляем для игры фон

`Hello, world!\ ;Выводим текст

end

```